# Belo Vale
Belo Vale là một đô thị thuộc bang Minas Gerais, Brasil. Đô thị này có diện tích 365,437 km², dân số năm 2007 là 7267 người, mật độ 21,1 người/km².